# Droga krajowa nr 83 (Polska)
Droga krajowa nr 83 (DK83) – droga krajowa klasy GP oraz klasy G o długości ok. 55 km, leżąca na obszarze województw wielkopolskiego i łódzkiego. Trasa ta łączy Turek z Sieradzem.
Przed zmianą statusu drogi na wojewódzką ten numer posiadała droga wojewódzka nr 812 w województwie lubelskim.

## Historia numeracji
Na przestrzeni lat arteria posiadała różne oznaczenia i kategorie:

| Numer | Kategoria                                                 | Przebieg                                    | Lata obowiązywania   | Źródło | Uwagi                                                                 |
| ----- | --------------------------------------------------------- | ------------------------------------------- | -------------------- | --- | --------------------------------------------------------------------- |
| ?     | • droga drugorzędna: do 1985 • droga krajowa: od 1 X 1985 | Turek – Dobra – Dąbrowa – Warta – Sieradz   | 1952(?) – 14 II 1986 | - Mapa samochodowa Polski 1:1 000 , Warszawa: Państwowe Przedsiębiorstwo Wydawnictw Kartograficznych, 1962. Brak numerów stron w książce - Atlas samochodowy Polski 1:500 000. Wyd. IV. Warszawa: Państwowe Przedsiębiorstwo Wydawnictw Kartograficznych, 1965. Brak numerów stron w książce - Samochodowy atlas Polski 1:500 000. Wyd. V. Warszawa: Państwowe Przedsiębiorstwo Wydawnictw Kartograficznych, 1979. ISBN 83-7000-017-7. Brak numerów stron w książce - Samochodowy atlas Polski 1:500 000. Wyd. IX. Warszawa: Państwowe Przedsiębiorstwo Wydawnictw Kartograficznych, 1985. Brak numerów stron w książce | - nieznana numeracja przed 1986 - kategoria trasy na podstawie źródeł |
| 472   | droga krajowa                                             | Turek – Dobra – Jeziorsko – Warta – Sieradz | 14 II 1986 – 2000    | - Uchwała nr 192 Rady Ministrów z dnia 2 grudnia 1985 r. w sprawie zaliczenia dróg do kategorii dróg krajowych (M.P. z 1986 r. nr 3, poz. 16) - Polska: Atlas samochodowy 1:300 000. Wyd. pierwsze. Warszawa: Polskie Przedsiębiorstwo Wydawnictw Kartograficznych, 1992. ISBN 83-7000-080-0. Brak numerów stron w książce - Polska: mapa samochodowa 1:700 000, wyd. 1, Szczecin: Wydawnictwo Kartograficzne KOMPAS, 1996–1997, ISBN 83-904373-2-5. Brak numerów stron w książce - Polska: mapa samochodowa 1:700 000, wyd. II zmienione i poprawione, Szczecin: Wydawnictwo Kartograficzne KOMPAS, 1997–1998, ISBN 83-904373-3-3. Brak numerów stron w książce |                                                                       |
| 83    | droga krajowa                                             | Turek – Dobra – Sieradz                     | od 2000              | - Zarządzenie nr 6 Generalnego Dyrektora Dróg Publicznych z dnia 9 maja 2000 r. w sprawie nowych numerów dróg krajowych, [w:] Rzeczpospolita [online], 4 lipca 2000. - Polska: mapa samochodowa 1:700 000, wyd. XII Zmienione, poprawione i uaktualnione, Szczecin: Wydawnictwo Kartograficzne KOMPAS, 2004–2005, ISBN 83-904373-7-6. Brak numerów stron w książce - POLSKA Atlas drogowy 1:200 000. Mapy Ścienne Beata Piętka, 2000. Brak numerów stron w książce - Polska 2016: mapa samochodowa 1:700 000, wyd. XXVII, Dom Wydawniczy PWN, 2016, ISBN 978-83-7705-942-5. Brak numerów stron w książce - Polska: atlas samochodowy 1:200 000 dla profesjonalistów. Wyd. IX. Warszawa: Dom Wydawniczy PWN, 2017. ISBN 978-83-7705-978-4. Brak numerów stron w książce | informacje dla ruchu ciężkiego                                        |

## Klasa drogi
Droga posiada parametry klasy GP na odcinku Turek – Dobra – Sieradz (rondo im. Prezydenta RP Lecha Kaczyńskiego z drogą wojewódzką nr 482), zaś klasy G na odcinku Sieradz (rondo z DW482) – węzeł „Sieradz Wschód” z drogą ekspresową S8.

## Dopuszczalny nacisk na oś
Od 13 marca 2021 roku na całej długości drogi dozwolony jest ruch pojazdów o nacisku pojedynczej osi napędowej do 11,5 tony z wyjątkiem określonych miejsc oznaczonych znakiem zakazu B-19.

### Do 13 marca 2021
Wcześniej na drodze krajowej nr 83 obowiązywały ograniczenia dotyczące dopuszczalnego nacisku pojedynczej osi:
| Znak | Dopuszczalny nacisk | Odcinek                                                   |
| ---- | ------------------- | --------------------------------------------------------- |
| DK83 | do 10 ton           | Turek (72) – Dobra – Dąbrowa (471)                        |
| DK83 | do 8 ton            | Dąbrowa (471) – Sieradz (rondo, ul. Henryka Sienkiewicza) |

## Miejscowości leżące na trasie DK83
- Turek (DK72)
- Dobra
- Dąbrowa
- Warta
- Sieradz (S8, DK12)